# Maksim Shatskikh
Maksim Shatskikh (Taskent, 30 de agosto de 1978) es un exfutbolista y entrenador profesional de Uzbekistán. Jugaba de delantero y fue habitual titular con la selección de fútbol de Uzbekistán.

## Trayectoria
Shatskikh ha sido el máximo goleador de la Liga Premier de Ucrania dos veces, en la temporada 1999-2000 con 20 goles y en la temporada 2002-2003 donde anotó 22 goles.
Fue elegido uno de los tres mejores jugadores asiáticos en 2005. Ha sido elegido el mejor jugador de su país en tres ocasiones: 2003, 2005 y 2007.

## Selección nacional
Ha sido internacional en 80 partidos con la selección de fútbol de Uzbekistán, en los que anotó 38 goles convirtiéndose así en el máximo goleador histórico de la selección.

## Clubes

### Como jugador
| Club                    | País       | Año       |
| ----------------------- | ---------- | --------- |
| FC Sokol Saratov        | Rusia      | 1996      |
| FC Energiya Volzhsky    | Rusia      | 1996      |
| FC Lada Togliatti       | Rusia      | 1997      |
| Gazmprom Izhevsk        | Rusia      | 1998      |
| Baltika de Kaliningrado | Rusia      | 1999      |
| Dinamo de Kiev          | Ucrania    | 1999-2009 |
| Lokomotiv Astana        | Kazajistán | 2009-2010 |
| FC Arsenal Kiev         | Ucrania    | 2010-2013 |
| FC Chernomorets Odessa  | Ucrania    | 2013      |
| FC Arsenal Kiev         | Ucrania    | 2013      |
| FC Hoverla Uzhhorod     | Ucrania    | 2014-2015 |
| FC Rukh Vynnyky         | Ucrania    | 2015-2016 |

### Como entrenador
| Club               | País       | Año           |
| ------------------ | ---------- | ------------- |
| Pakhtakor Tashkent | Uzbekistán | 2022-presente |

## Palmarés

### Campeonatos nacionales
| Título               | Club           | País    | Año  |
| -------------------- | -------------- | ------- | ---- |
| Vyscha Liha          | Dinamo de Kiev | Ucrania | 2000 |
| Copa de Ucrania      | Dinamo de Kiev | Ucrania | 2000 |
| Vyscha Liha          | Dinamo de Kiev | Ucrania | 2001 |
| Vyscha Liha          | Dinamo de Kiev | Ucrania | 2003 |
| Copa de Ucrania      | Dinamo de Kiev | Ucrania | 2003 |
| Vyscha Liha          | Dinamo de Kiev | Ucrania | 2004 |
| Supercopa de Ucrania | Dinamo de Kiev | Ucrania | 2004 |
| Copa de Ucrania      | Dinamo de Kiev | Ucrania | 2005 |
| Copa de Ucrania      | Dinamo de Kiev | Ucrania | 2006 |
| Supercopa de Ucrania | Dinamo de Kiev | Ucrania | 2006 |
| Vyscha Liha          | Dinamo de Kiev | Ucrania | 2007 |
| Copa de Ucrania      | Dinamo de Kiev | Ucrania | 2007 |
| Supercopa de Ucrania | Dinamo de Kiev | Ucrania | 2007 |

### Copas internacionales
| Título         | Club           | País    | Año  |
| -------------- | -------------- | ------- | ---- |
| Copa de la CIS | Dinamo de Kiev | Ucrania | 2002 |

### Distinciones individuales
| Distinción                        | Año  |
| --------------------------------- | ---- |
| Máximo goleador de la Vyscha Liha | 2000 |
| Máximo goleador de la Vyscha Liha | 2003 |
| Futbolista uzbeko del año         | 2003 |
| Futbolista uzbeko del año         | 2005 |
| Futbolista uzbeko del año         | 2007 |